# Regne napoleònic d'Itàlia
El Regne napoleònic d'Itàlia, o simplement Regne d'Itàlia, (en italià: Regno d'Italia o Regno Italico) fou un regne situat al nord de la península Itàlica que existí entre 1805 i 1814 i que fou un estat satèl·lit del Primer Imperi Francès, sent Napoleó Bonaparte escollit el seu cap d'estat.

## Orígens
El Regne napoleònic d'Itàlia va néixer el 17 de març de 1805, moment en el qual la República d'Itàlia es convertí en un regne sota la direcció de Napoleó Bonaparte, el qual fou coronat rei d'Itàlia a la catedral de Milà el 26 de maig del mateix any. Seguidament el mateix Napoleó nomenà el seu fill adoptat Eugeni de Beauharnais virrei del territori.
La seva extensió comprenia la Llombardia, els territoris de l'antiga República de Venècia, ducat de Mòdena, la ciutat d'Ancona i la major part de l'actual regió de Marques (fins aquell moment part dels Estats Pontificis, estats que foren anul·lats per Napoleó i incorporats a l'Imperi Francès), part del Regne de Sardenya-Piemont i bona part del Trentino – Tirol del Sud. Entre 1805 i 1809 també va formar part del Regne l'Ístria i la Dalmàcia (des de Trieste a Kotor), passant l'any 1809 a formar part de les Províncies Il·líriques.

## Fi del regne
La dependència del Regne vers el Primer Imperi Francès fou total, i serví a Napoleó per desenvolupar un teatre d'operacions vers l'Imperi austríac durant les guerres de les diverses coalicions.
A l'abdicació de Napoleó de tots els seus càrrecs, realitzada l'11 d'abril de 1814, Eugeni de Beauharnais va tractar de ser coronat rei però l'oposició del senat del regne i la insurrecció realitzada a la ciutat de Milà el 20 d'abril del mateix any van fer frustrar el seu pla. Amb l'entrada de les tropes austríaques a Milà Eugeni s'hagué d'exiliar i aquests crearen un nou estat satèl·lit, el Regne Llombardovènet.